# ROH 리스펙트 이즈 언드
리스펙트 이스 언드는 링 오브 오너가 주관하던 월간 페이퍼뷰로 2007년과 2008년 두해에 걸쳐 진행되었다. 링 오브 오너의
역사상 최초의 군사의페이퍼뷰이다.

## 결과

### 2007년
- 다크매치 1 : 브렌트 얼브라잇이 탱크 토렌드에게 승리
- 다크매치 2 : 데이비 리처즈가 에릭 스티븐스에게 승리
- 다크매치 3 : 사라 델 레이가 데이지 헤이즈에게 승리
- 다크매치 4 : 캐빈 스틴 & 엘 제네리코가 아이리쉬 에어본 (잭 크리스트 & 데이브 크리스트) , 펠리 프리모우 & 미치 프랭클린 , 지미 레이브 & 아담 피어스와의 태그팀 스크램블 경기에서 승리
- 타케시 모리시마가 BJ 휘트머를 꺾고 RoH 월드 타이틀 방어에 성공함
- 나오미치 마루푸지가 락키 로레로에게 승리
- 브리스코 형제 (제이 & 마크)가 클라우디오 캐스터그놀리 & 맷 사이달을 꺾고 RoH 월드 태그팀 타이틀 방어에 성공함
- 로데릭 스트롱이 딜릴리어스에게 승리
- 타케시 모리시마 & 브라이언 다니엘슨이 나이젤 맥구이니스 & 켄타에게 승리

### 2008년
- 다크매치 1 : 미치 프랭클린 & 셰인 헤거던이 오시리안 포탈 (오피디언 & 아마시스)에게 승리
- 다크매치 2 : 레트 티튜스가 어르니 오시리스에게 승리하고 탑 오브 더 클레스 트로피 방어에 성공함
- 다크매치 3 : 직쏘가 에디 킹스턴과의 폴스 카운트 애니웨어 경기에서 승리
- 다크매치 4 : 니크로 부처가 제이 브리스코에게 승리
- 캐빈 스틴 & 엘 제네리코가 벌쳐 스쿼드 (러커스 & 직쏘)에게 승리
- 클라우디오 캐스터그놀리가 데이비 리쳐즈에게 승리
- 브렌트 얼브라잇 & 딜릴리어스 & 펠레 프리모우가 스위트 & 소어 Inc (크리스 히어로 & 아담 피어스 & 에디 에드워즈)에게 승리
- 로데릭 스트롱이 에릭 스티빈스와의 파이트 위드아웃 아너 경기에서 승리
- 나이젤 맥구이니스가 고 시오자키를 꺾고 RoH 월드 타이틀 방어에 성공
- 에이지 오브 더 폴 (지미 제이콥스 & 타일러 블랙)이 오스틴 에리즈 & 브라이언 다니엘슨을 꺾고 RoH 월드 태그팀 타이틀 방어에 성공